# Лапрад, Уильям Томас
Уильям Томас Лапрад (англ. William Thomas Laprade; 1883—1975) — американский учёный-историк, педагог и общественный деятель; основатель издательства Дьюкского университета.

## Биография
Родился 27 декабря 1883 года в округе Франклин, штат Виргиния, в семье Джорджа Вашингтона Лапрада и его жены — Мэри Элизабет Мьюз.
Его отец был подписан на еженедельный журнал Weekly Courier-Journal, в котором был «Отдел молодого писателя» для молодых людей, пишущих под псевдонимом. Используя псевдоним «Jebird», Уильям Лапрад писал в этом журнале рассказы и даже пробовал свои силы в поэзии. В 1904 году под влиянием местной воскресной школы он стал кэмпбеллитским проповедником и в этом же году поступил в Вашингтонский христианский колледж (Washington Christian College) округа Колумбия.
Окончив колледж в 1906 году, Лапард оставался в нём адъюнкт-профессором математики и латыни по 1907 год. Одновременно он работал преподавателем Университета Джонса Хопкинса и служителем Антиохийской христианской церкви близ города Вены, штат Виргиния. В июне 1908 года он совершил первую из многих последующих поездок в Англию. В 1909 году получил степень доктора философии (Ph.D.) в Университете Хопкинса с диссертацией на тему «England and the French Revolution, 1789—1797» и осенью этого же года поступил в Тринити-колледж (ныне Университет Дьюка), став первым штатным профессором европейской истории в Северной Каролине. Работал в этом вузе до конца жизни, за исключением непродолжительного пребывания в качестве приглашенного профессора в Иллинойском (1916, 1930), Пенсильванском (1925) и Мичиганском (1929) университетах.
В Тринити-колледже Лапрад возглавлял книжный магазин «Book Room» с 1912 по 1926 год. Он стал первым руководителем университетского издательства Trinity College Press (1922—1926), затем исполняющим обязанности директора Duke University Press (1944—1951), а также главным редактором South Atlantic Quarterly (1944—1957). Он руководил растущим историческим факультетом Университета Дьюка а с 1938 по 1953 год.
Уильям Томас Лапрад работал лектором «Minute Man» во время Первой мировой войны, читал лекции по истории и политике волонтёрам школе YMCA в Блу-Ридж, Северная Каролина, (1918—1919). Являлся членом нескольких гражданских клубов и стал учредителем Kiwanis Club (его президент в 1926 году). Также был членом Комиссии Северной Каролины по межрасовым отношениям (1919—1942), Литературно-исторической ассоциации Северной Каролины (президент, 1937) и исполнительного совета Департамента архивов и истории (1941—1960). Являлся членом Американской исторической ассоциации и других профессиональных организаций, включая Королевское историческое общество Великобритании (1926); был посвящен в братство Phi Beta Kappa (1909).
В апреле 1975 года он был удостоен почетной степени доктора литературы Университета Дьюка по случаю 50-летия вуза.
Умер 14 мая 1975 года в Дареме, Северная Каролина. Был похоронен на городском кладбище Maplewood Cemetery рядом со своей женой.
11 июня 1913 года Уильям Томас Лапрад женился на Нэнси Гамильтон Калфи (1886—1968), выпускнице Вашингтонского христианского колледжа. Их единственным ребёнком была Нэнси Элизабет Лапрад Гамильтон (1918—2013).